# Thalloptera brevisetorum
Thalloptera brevisetorum är en tvåvingeart som beskrevs av Ronald Henry Lambert Disney 1998. Thalloptera brevisetorum ingår i släktet Thalloptera och familjen puckelflugor. Inga underarter finns listade i Catalogue of Life.